# 정시술
정시술(丁時述, ?~?)은 조선의 학자이다.

## 생애
현종 때 음덕과 학행으로 동몽교관에 추천되었으며, 이어 승문원전한, 홍문관전한 등을 지냈다.
보학(譜學)에 대해서 박식했던 그는 종친부전부(宗親府典簿)가 되어 왕실 족보인 《선원계보기략》을 교정했으며, 조선의 씨족과 인물을 정리한 족보사전인 《동국만성보》를 저술하였다